# Liste de cosmologistes
La présente liste de cosmologistes regroupe des contributeurs notoires de la cosmologie, étude de l’histoire de l’Univers et des grandes structures de l’Univers, ainsi que de leurs conséquences cosmologiques.
- Haut – A
- B
- C
- D
- E
- F
- G
- H
- I
- J
- K
- L
- M
- N
- O
- P
- Q
- R
- S
- T
- U
- V
- W
- X
- Y
- Z

## A
- Tom Abel (1970–) : études de la formation primordiale des étoiles[2] ;
- Roberto Abraham (1965–) : études des formes des galaxies primordiales ;
- Hannes Alfvén (1908–1995) : présentation de la théorie selon laquelle les champs magnétiques des galaxies pourraient être générés par des courants de plasma ;
- Ralph A. Alpher (1921–2007) : soutien de la thèse selon laquelle le  Modèle du Big Bang expliquerait les proportions d’hydrogène et d’hélium observées dans l’Univers ; prédiction de l’existence du fond diffus cosmologique ;
- Aristarque de Samos (310-230 av. J.-C.) : savant de l’antiquité grecque auteur de l’une des premières propositions connues de l’héliocentrisme ;
- Aristote (vers  384–322 av. J.-C.) : savant de l’Antiquité grecque ; postulat d’une cosmologie géocentrique largement acceptée pendant des siècles ;
- Aryabhata (476–550) : description d’un Modèle géocentrique avec des épicycles lents et rapides.

## B
- Abou Ma'shar al-Balkhî (787–886) : transmission des théories d’Aristote depuis la Perse jusqu’en Europe ;
- James M. Bardeen (1939–) : étude mathématiques des trous noirs et du vide, du point de vue de la théorie de la Relativité générale ;
- John D. Barrow (1952–2020) : popularisation du principe anthropique cosmologique ;
- Charles L. Bennett (1956–) : étude des grandes structures de l’Univers par la cartographie des anisotropies du fond diffus cosmologique ;
- Orfeu Bertolami (1959–) : étude de la constante cosmologique, de l’inflation, des interactions et de l’unification de  l’énergie sombre et de la matière noire ainsi que des théories alternatives de la gravitation ;
- Somnath Bharadwaj (-) : étude de la formation des structures à grande échelle ;
- James Binney (1950–) : étude de la dynamique des galaxies et de la perturbation du gaz des galaxies par les supernovae ;
- Martin Bojowald (1973–) : étude de la gravitation quantique à boucles et présentation de la cosmologie quantique à boucles ;
- Hermann Bondi (1919–2005) : développement du Modèle de l’état stationnaire ;
- Tycho Brahe (1546–1601) : promotion d’un système d’épicycles géo-héliocentriques[3].

## C
- Bernard J. Carr : promotion du principe anthropique, étude des trous noirs primordiaux ;
- Sean Carroll (1966–) : recherche sur l’énergie sombre, la Relativité générale et l’inflation spontanée ;
- Isaak Markowitsch Chalatnikow (1919–) : conjecture l’évolution de l’Univers à l’aide d’un modèle oscillatoire doté d’une singularité essentielle ;
- Peter Coles (1963–) : modélisation de la formation des amas galactiques et auteur de plusieurs livres de cosmologie ;
- Asantha Cooray (1973–) : étude de l’énergie sombre, des modèles de halos des grandes structures, et du rayonnement cosmique micro-onde ;
- Nicolas Copernic (1473–1543) : première formulation scientifique de l’héliocentrisme.

## D
- Paul Davies (1946–) : développement d’un modèle de vide expliquant la fluctuation du fond diffus cosmologique, étude de la flèche du temps, et auteur de nombreux livres pour le grand public ;
- Marc Davis (1947–) astronome en chef d’une étude portant sur 50 000 galaxies à décalage vers le rouge élevé ;
- Avishai Dekel (1951–) a étudié la formation des galaxies et des structures à grande échelle dans un univers dominé par la matière noire et l’énergie sombre ;
- Robert H. Dicke (1916–1997) : mesure du fond diffus cosmologique, utilisation d’une version initiale du principe cosmologique pour établir une relation avec l’Âge de l'univers ;
- Mike J. Disney (1937–) : découvreur des galaxies à faible brillance superficielle.

## E
- Jürgen Ehlers (1929–2008) : description de l’effet des lentilles gravitationnelles et études des implications mathématiques d’une isotropie du fond diffus cosmologique ;
- Jaan Einasto (1929–) : étude de la structure de la distribution à grande échelle des superamas de galaxies ;
- Albert Einstein (1879–1955) : inventeur de la théorie de la Relativité générale et de la constante cosmologique ;
- George F. R. Ellis (1939–) : théorisation d’un univers cylindrique à l’état stationnaire ayant une singularité nue comme mécanisme de recyclage ;
- Richard Ellis (1950–) utilisation de l’effet de lentille gravitationnelle et des supernovae à fort décalage vers le rouge pour  l’étude de l’origine des galaxies, des structures à grande échelle, et de la matière noire ;

## F
- Sandra M. Faber (1944–) : découverte du Grand attracteur, une anomalie gravitationnelle à l’échelle d’un superamas, co-inventrice de la théorie de la matière noire froide ;
- Carlos Frenk (1951–) étude de la formation des structures cosmiques ;
- Alexander Friedmann (1888–1925) : découverte de la solution de l’univers en expansion pour la relativité générale.

## G
- George Gamow (1904–1968) : conjecture de l’explication des proportions d’hydrogène et d’hélium observées ans l’Univers  par le Modèle du Big Bang, modélisation de la masse et du rayon des galaxies primordiales ;
- Margaret Geller (-) : découvreuse du Grand Mur, une superstructure filamentaire de galaxies ;
- Thomas Gold (1920–2004) : proposition de l’état stationnaire ;
- Gerson Goldhaber (1924–2010) : utilisation des observations de supernovae pour la mesure de densité d'énergie de l’Univers ;
- J. Richard Gott (1947–) : proposition d’utiliser les cordes cosmiques pour voyager dans le temps ;
- Alan Guth (1947–) : explication de l’isotropie de l'Univers par la théorie d’une phase d’inflation exponentielle  peu après le Big Bang

## H
- Stephen W. Hawking (1942–2018) : description des singularités en Relativité générale, développement de modèles du Big Bang sans singularité, prédiction des trous noirs primordiaux ;
- Charles Hellaby : description de modèles de la Relativité générale avec des métriques à signature non-constantes ;
- Michał Heller (1936–) : recherches d’approches non-commutatives de la relativité quantique ;
- Robert C. Herman (1914–1997) : prédiction de la température du rayonnement du fond diffus cosmologique :
- Lars Hernquist (-) : étude de la formation et évolution des galaxies ;
- Honorius Augustodunensis (–1151) : auteur d’une encyclopédie populaire de  cosmologie, géographie, et de l’histoire mondiale ;
- Hans Hörbiger (1860–1931) : formulation d’une théorie pseudoscientifique présentant la glace comme la substance de base de tout processus cosmique ;
- Fred Hoyle (1915–2001) : promotion de la théorie de l’état stationnaire, utilisation du principe d’entropie pour expliquer les niveaux d’énergie  du noyau de carbone
- Edwin P. Hubble (1889–1953) : démonstration de l’existence d’autres galaxies et découverte de la relation entre le décalage vers le rouge et la distance des galaxies.
- John P. Huchra (1948–2010) : découverte du Grand Mur, un filament de galaxies à l’échelle des superstructures de l’Univers ;

## K
- Ronald Kantowski (-) : découverte de solutions à la Relativité générale dans l’espace homogène mais anisotrope ;
- Johannes Kepler (1571–1630) : pionnier de l’héliocentrisme, découverte du mouvement elliptique des planètes, tentative d’explication des mouvements des objets célestes par des causes physiques
- Thomas Kibble (-) : introduction du concept de corde cosmique ;
- Robert Kirshner (1949–) : découverte du vide du Bouvier (Boötes void), une grande région à faible densité de population de galaxies, auteur d’un livre de cosmologie à succès ;
- Edward Kolb : étude de la cosmologie du Big Bang comprenant l’émergence des baryons et de la matière noire, et auteur d’un livre de cosmologie à succès.

## L
- Ofer Lahav (1959–) : étude de la matière noire et de l’énergie sombre ;
- Tod Lauer (-) : établissement d’un catalogue des trous noirs aux centres des galaxies, corrélation de leur masse avec les autres propriétés des structures des galaxies ;
- Georges Henri Lemaître (1894–1966) : proposition de la théorie du Big Bang ;
- Andrew R. Liddle (1965–) : étude des modèles d’inflation, auteur de deux  livres sur l’inflation et les inhomogénéités primordiales ;
- Evgeny M. Lifshitz (1915–1985) : conjecture d’un modèle oscillatoire d’évolution de l’Univers avec une singularité essentielle ;
- Andreï Linde (1948–) : pionnier des modèles inflationnaires, proposition d’une inflation chaotique éternelle pour des univers émanant du faux vide ;
- Abraham Loeb (1962–) : recherche sur les étoiles primordiales, les trous noirs primordiaux, les quasars, la réionisation, les lentilles gravitationnelles et les sursauts de rayonnement gamma ;
- Jean-Pierre Luminet (1951–) : recherche sur les trous noirs et la topologie de l'Univers
- David H. Lyth : étude de cosmologie des particules, auteur de deux livres sur l’inflation et les inhomogénéités.

## M
- João Magueijo (1967–) : proposition d’une vitesse de la lumière beaucoup plus rapide pendant l’Univers jeune comme alternative à l’inflation pour expliquer son homogénéité ;
- Richard Massey (1977–) : cartographie de la matière noire ;
- Charles W. Misner (1932–) : étude de solutions à la Relativité générale comprenant l’univers mixmaster et l’espace de Misner, auteur d’ouvrages influents sur la gravitation ;
- John Moffat (1932–) :  proposition d’une vitesse de la lumière beaucoup plus rapide pendant l’Univers jeune, développement de théories antisymétriques de la gravitation ;
- Lauro Moscardini : modélisation de la formation des amas de galaxies pendant l’Univers jeune.

## N
- Jayant Narlikar (1938–) : promotion de la théorie de l’état stationnaire ;
- Laurent Nottale (1952-) : auteur de la théorie de la relativité d'échelle.

## P
- Thanu Padmanabhan (1957–2021) : étude de la gravité quantique et de la cosmologie quantique ;
- Léonard Parker (-) : initiation des études du champ quantique à l’intérieur de la Relativité générale ;
- P. James E. Peebles (1935–) : prédiction du rayonnement de fond diffus cosmologique, contributions à la théorie de la structure, développement de modèles évitant la matière noire ;
- Roger Penrose (1931–) : établissement de la liaison entre singularité et  effondrement gravitationnel, conjecture de la non-existence des singularités nues, et utilisation de l’entropie gravitationnelle pour expliquer l’homogénéité ;
- Arno Penzias (1933–) : première observation du rayonnement de fond diffus cosmologique ;
- Saul Perlmutter (1959–) : utilisation des observations de supernovae pour la mesure de l’expansion de l'Univers ;
- Joël Primack (-) : co-inventeur de la matière noire froide ;
- Claude Ptolémée (90–168) : auteur du seul texte de l’Antiquité portant sur l’astronomie et qui nous soit parvenu, conjecture d’un modèle d’Univers constitué de sphères emboîtées en mouvement géocentrique sur des épicycles.

## R
- Martin Rees (1942–) : proposition des trous noirs comme source d’énergie des quasars, démontage des preuves de la théorie de l’état stationnaire par l’étude de la distribution des quasars ;
- Yoel Rephaeli (-) : utilisation de la distorsion du fond diffus cosmologique par des électrons de haute énergie pour inférer l’existence d’amas de galaxies ;
- Adam Riess (1969–) : preuve par les données des supernovae de l’accélération de l’expansion de l'Univers et confirmation des modèles d’énergie sombre ;
- Howard P. Robertson (1903–1961) : solution du problème à deux corps par une approximation de le Relativité générale, développement du Modèle standard de la Relativité générale ;
- Vera Rubin (1928–) : découverte des écarts dans les taux de rotation des galaxies conduisant à la théorie de la matière noire.

## S
- Rainer Sachs (1932–) : découverte de décalages vers le rouge induits par la gravitation dans le rayonnement de fond diffus cosmologique ;
- Andreï Sakharov (1921-1989) : premières études de la théorie des univers énantiomorphes
- Allan Sandage (1936–) : établissement de l’échelle des distances cosmologiques et estimation précise de la vitesse d'expansion de l'Univers ;
- Brian P. Schmidt (1967–) : utilisation des données relatives aux supernovae pour la mesure de l’expansion de l'Univers ;
- David N. Schramm (1945–1997) : expert de la théorie du Big Bang et l’un des proposants initiaux de la matière noire ;
- Dennis William Sciama (1926–1999) : études de nombreux aspects de la cosmologie et supervision de nombreux autres cosmologistes ;
- Séleucos de Séleucie (c.190 BC–) : utilisation de l’observation des marées comme support du Modèle héliocentrique ;
- Roman Sexl (1939–1986) : développement d’une théorie de la simultanéité absolue fondée sur l’éther et mathématiquement équivalente à la relativité spéciale ;
- Al-Sijzi (c.945–1020) : invention d’un astrolabe basé sur le principe héliocentrique ;
- Joseph Silk (-) : explication de l’homogénéité de l’Univers jeune par l’utilisation de l’amortissement de la diffusion des photons ;
- Willem de Sitter (1872–1934) : mise en évidence d’un Univers en expansion dépourvu de matière comme solution à la Relativité générale ;
- Lee Smolin (1955–) : étude de la gravité quantique, popularisation d’une théorie de la sélection naturelle cosmologique ;
- George F. Smoot (1945–) : utilisation du satellite COBE (Cosmic Background Explorer) pour la mesure de la température et des anisotropies de l’Univers jeune ;
- David N. Spergel (1961–) : utilisation du satellite WMAP (Wilkinson Microwave Anisotropy Probe) pour la mesure de la température et des anisotropie du fond diffus cosmologique ;
- Paul Steinhardt (-) : participation au développement de la théorie de l’inflation, introduction de l’énergie sombre quintessentielle, étude de la cosmologie des branes et des modèles d’Univers cycliques ;
- Abd el-Rahman al-Soufi (903–986) : identification du Grand Nuage de Magellan et premières observations enregistrées de la Galaxie d'Andromède ;
- Nicholas Suntzeff (1952-) : utilisation des observations des supernovae pour la découverte de  l’accélération de l’expansion de l'Univers, calibration de l’échelle de distance des supernovae ;
- Rashid Sunyaev (1943–) : développement d’une théorie des fluctuations de densité dans l’Univers jeune, description du mode d’utilisation des distorsions du rayonnement de fond diffus cosmologique pour l’observation des fluctuations de densité à grande échelle ;
- Brian Swimme (1950–) : écriture de quatre ouvrages sur les aspects religieux de la cosmologie.

## T
- Max Tegmark (1967–) : détermination des paramètres du modèle de matière noire froide lambda par l’utilisation des données du relevé Sloan, étude mathématique des modèles de multivers ;
- William G. Tifft (-) : théorisation de la quantisation des décalage vers le rouge ;
- Beatrice Tinsley (1941–1981) : recherches sur l’évolution des galaxies, sur la création des éléments les plus légers, et sur l’accélération de l'expansion de l'univers ;
- Frank J. Tipler (1947–) : preuve que le voyage dans le temps requiert des singularités, promotion du principe anthropique ;
- Richard Chase Tolman (1881–1948) : démonstration de la conservation par le  fond diffus cosmologique d’un profil de corps noir pendant l’expansion de l'Univers ;
- Trinh Xuan Thuan (1948–) : recherches sur la formation et l’évolution des galaxies ;
- Mark Trodden (1968–) : étude des implications cosmologiques des défauts topologiques dans la théorie des champs ;
- Michael S. Turner (-) : auteur du terme énergie sombre
- Neil Turok (1958–) : prédiction des corrélations entre l’anisotropie de la polarisation et celle de la température dans le fond diffus cosmologique, explication du Big bang par une collision de branes ;
- Henry Tye (1947–) : proposition d’interaction entre branes et antibranes comme cause de l’inflaton ;

## V
- Alexander Vilenkin (-) : présente une inflation éternelle, étude des cordes cosmiques, théorie de la création de l'univers à partir de fluctuations quantiques.

## W
- Robert M. Wald (1947–) : auteur d’un ouvrage populaire sur la Relativité générale, étude de la thermodynamique des trous noirs ;
- Arthur Geoffrey Walker (1909–2001) : développement du Modèle standard de la Relativité générale, et étude mathématique des cadres de référence relativistes ;
- David Wands (-) : étude de l’inflation, des supercordes et des fluctuations de densité dans l’Univers jeune ;
- Yun Wang (1964–) : utilisation des données sur les décalages vers le rouge des galaxies et des supernovae comme preuve de l’énergie sombre ;
- Jeffrey Weeks (-) : utilisation des modèles de fond diffus cosmologiquepour la détermination de la topologie de l'Univers ;
- Simon D. White (1951–) : étude de la formation des galaxies dans un modèle à matière noire froide ;
- David Todd Wilkinson (1935–2002) : utilisation des sondes satellitaires pour la  mesure du fond diffus cosmologique ;
- Edward L. Wright (-) : promotion des théories du Big Bang, études sur les effets de l’absorption des poussières cosmiques sur les mesures du fond diffus cosmologique.

## Z
- Yakov Borisovich Zeldovitch (1914-1987) : explication des quasars par les disques d’accrétion des trous noirs massifs ; prédiction de la dispersion Compton du fond diffus cosmologique ; présentation du Modèle de la crêpe de Zeldovitch pour la formation des galaxies et amas.